# Micrapemon maya
Micrapemon maya is een muggensoort uit de familie van de Keroplatidae. De wetenschappelijke naam van de soort werd voor het eerst geldig gepubliceerd in 2019 door Huerta.